# Ulica Jana Matejki w Wałbrzychu
Jana Matejki – jedna z głównych ulic w centrum Wałbrzycha. Dawniej ulica była nazywana Friedrichstraße, Wilhelmstraße. Ulica datowana jest około XVIII wiek.

## Opis
Ulica jest dwukierunkowa łączy się ze skrzyżowaniem placu Solidarności, ulicą Przemysłową, Straży Pożarnej oraz skrzyżowaniem ulic Juliusza Kossaka, Moniuszki. Przy ulicy znajdują się okazałe gmachy urzędu miasta oraz instytucji:
- Komenda Miejska Straży Pożarnej (dawna) Dr. Issmers Villa – wybudowana w 1885 roku dawniej mieścił się tutaj lecznica, po wojnie Komenda Wojewódzkiej Straży Pożarnej, do 2012 roku Komenda Miejska Straży Pożarnej.
- Gmach nr 3 dawny budynek starostwa, dawniej znajdował się tutaj Przedsiębiorstwa Komunikacji Tramwajowej. Eisenbahn-Betriebsamt-Verkehrsamt. Jeszcze w 2012 roku były tutaj wydziały urzędu miasta: Biuro Edukacji i Wychowania, Biuro Kultury, Sportu, Turystyki i Spraw Społecznych, Biuro Funduszy Europejskich, Strategii i Analiz.
- Okazała willa nr 2 dawny Urząd Stanu Cywilnego.
- Okazały gmach nr 1 mieści się tutaj Urząd Miejski, wydziały: Straż Miejska, Biuro Obsługi Jednostek Gminy, Zarząd Dróg, Komunikacji i Utrzymania Miasta. Przed wojną mieściło się Starostwo Powiatowe. Po wojnie Urząd Pełnomocnika Rządu RP.

Ponadto znajduje się tutaj budynek Przychodni Górniczej, Poradni Psychologiczno-Pedagogicznej, Wyższa Szkoła Pedagogiczna TWP.